# Laodong (sockenhuvudort i Kina, Heilongjiang Sheng, lat 46,75, long 125,93)
Laodong (kinesiska: 劳动, 劳动乡) är en sockenhuvudort i Kina. Den ligger i provinsen Heilongjiang, i den nordöstra delen av landet, omkring 120 kilometer nordväst om provinshuvudstaden Harbin. Antalet invånare är 32 925. Befolkningen består av 15 895 kvinnor och 17 030 män. Barn under 15 år utgör 12,0 %, vuxna 15-64 år 79 %, och äldre över 65 år 7,0 %.
Runt Laodong är det ganska tätbefolkat, med 160 invånare per kvadratkilometer. Närmaste större samhälle är Qinggang, 15,4 km sydost om Laodong. Trakten runt Laodong består till största delen av jordbruksmark.
Genomsnittlig årsnederbörd är 762 millimeter. Den regnigaste månaden är juli, med i genomsnitt 231 mm nederbörd, och den torraste är januari, med 5 mm nederbörd.